# Fritz Tejessy
Fritz Tejessy (* 6. Dezember 1895 in Brünn, Österreich-Ungarn; † 6. Mai 1964 in Bonn) war ein deutsch-österreichischer, sozialdemokratischer Journalist, Ministerialbeamter und Verfassungsschützer in Preußen sowie in Nordrhein-Westfalen.

## Leben
Tejessy war der Sohn eines jüdischen Kaufmanns und diente im Ersten Weltkrieg als Offizier in der k.u.k. Armee. In der Weimarer Republik war er ein Redakteur des Kasseler Volksblatts, in dem er den späteren NS-Juristen Roland Freisler bekämpfte. Von 1926 bis zum Preußenschlag 1932 leitete er als Ministerialdirektor unter dem Innenminister Albert Grzesinski (SPD) das Personalreferat der Politischen Polizei in Preußen, wurde dann aber durch Reichskanzler Franz von Papen in den Ruhestand versetzt. Seine Aufgabe war es bis dahin, die Unterwanderung der Polizei in Preußen durch die Nationalsozialisten zu verhindern. 1933 emigrierte er in die Tschechoslowakei, wo er von 1936 bis 1938 der DSAP-Referent für die Slowakei wurde, 1938 nach Schweden, 1941 weiter über die UdSSR in die USA, wo er in New Hampshire als Wollweber arbeitete. 1949 kehrte er nach Deutschland zurück.
Unter NRW-Innenminister Walter Menzel leitete Tejessy ab Dezember 1949 die Informationsstelle in Düsseldorf, die einen bundesdeutschen Geheimdienst vorbereiten sollte, wenn die SPD die Bundestagswahl 1949 gewonnen hätte. Wegen seiner NSDAP-Mitgliedschaft warf er den Abwehrmann Richard Gerken heraus, der trotzdem im bundesdeutschen Verfassungsschutz eine hohe Position erreichte. Aus dem Informationsamt wurde das Landesamt für Verfassungsschutz von Nordrhein-Westfalen, das Tejessy als Ministerialdirigent bis Ende 1960 leitete. Er war ein Gegner aller Zentralisierungsversuche im bundesdeutschen Geheimdienst, worin er eine Gefahr für die junge Demokratie sah. Damit war er in Distanz zum Bundesverfassungsschutz. Auch sah er die Gefahr von rechts nicht weniger als die von links, was der Mentalität auf Bundesebene widersprach. 